# 忒伊亚 (行星)

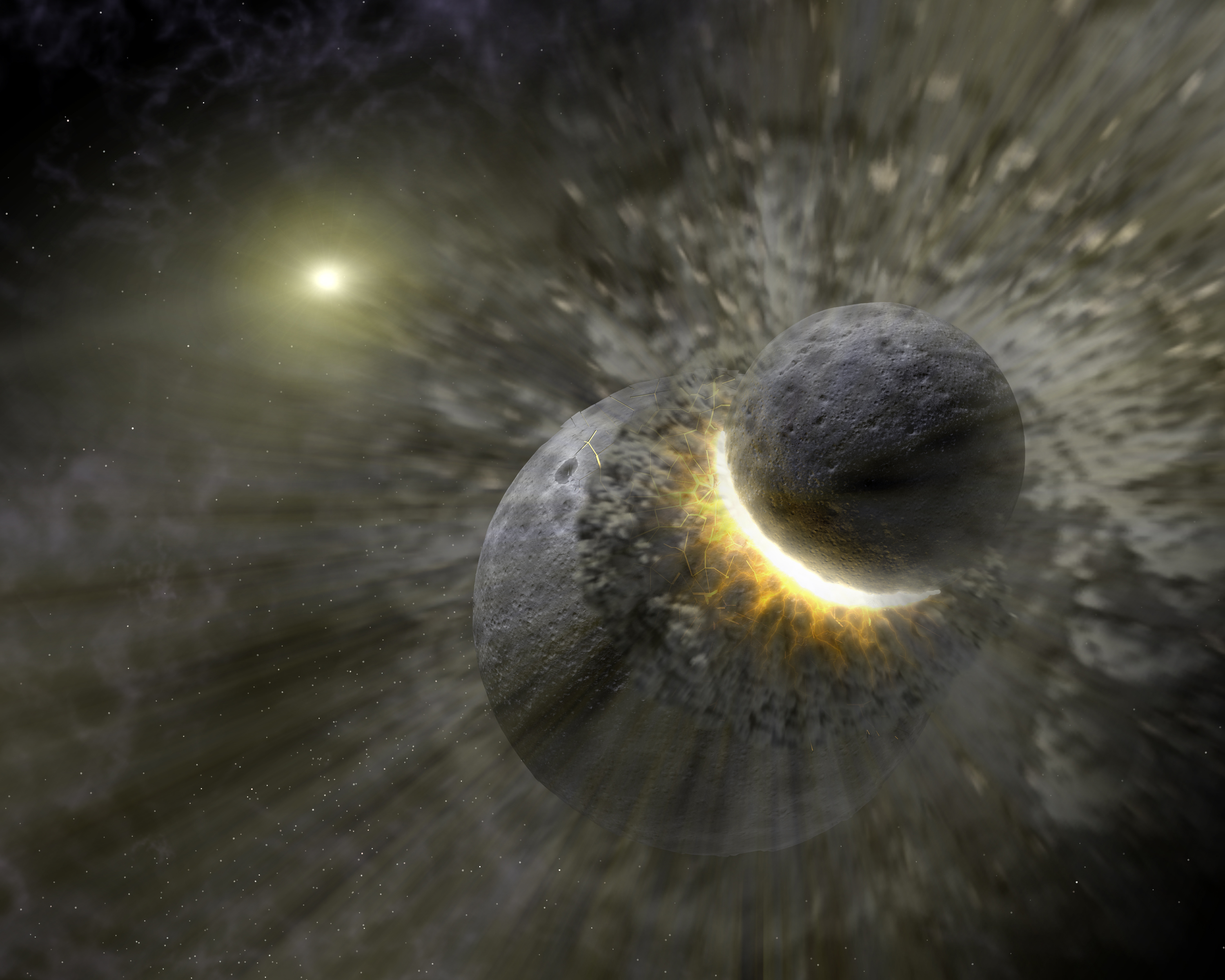
行星大碰撞

忒伊亚星动画，形成于地球拉格朗日点L_{4}，然后朝碰撞点移动。动画仅显示一年，所以地球看似不动。

地震层析成像展示的地球地幔中的两个大型低剪切波速省（LLSVP），被怀疑是忒伊亚地幔在撞入地球后沉在核幔边界的残留

忒伊亚（英語：Theia，/θiːə/）是天文学上假設早期太阳系曾存在於地球轨道上的一颗遠古矮行星，估测位於太阳—地球系统的L4拉格朗日点，其直徑約6000公里——差不多跟火星一樣大，屬於行星质量级别的地球特洛伊。根据大碰撞说，约45亿3300万年前，忒伊亚偏离其原位置并最终與早期地球发生相撞，两颗星球熔为一体形成现今的地球；而早期地球的一部分地幔和地壳被撞击撕裂分离并弹射到稳定的绕地轨道，最后重新吸积形成月球。
加州大学洛杉矶分校对来自阿波罗计划12、15和17号的岩石的最新分析研究表明，忒伊亚不是與地球擦撞，而是與地球正面碰撞。该撞击理论认为忒伊亚的碎片围绕地球聚集形成了早期的月球。部分科学家认为，被抛入轨道的撞击物质形成两个月亮，後來才融合成一個。忒伊亚理论也解释了為何地核佔地球比例這麼大，因為根据假说，忒伊亚的内核和地球的内核后来融合为一体。根據《科学》刊登的论文，地球的水來自於忒伊亚。

## 轨道
根據理論，忒伊亚的轨道位於地球–太阳之间的L4或L5。它在此軌道不斷的茁壯，形成與火星差不多的大小。然而，金星的引力摄动，最終使它與地球相撞而消亡。

## 命名
忒伊亚是一位泰坦女神的名字，根據希腊神话，她是月亮女神塞勒涅的母亲，符合忒伊亚創造月球的理論。
奧菲斯是曾經使用過的名字，但現在已經不用。

## 碰撞
根据大碰撞理论，特亞环绕太阳的軌道可能靠近原生地球轨道，或是太阳與地球的拉格朗日点的附近（即L4或L5），但是因為被木星或金星的引力摄动，偏離其航道，最終與地球相撞。 
原本科學家認為，特亞是跟地球擦撞，並與因擦撞產生的碎片組合成月球的。
而根據最近的資料，認為特亞与地球发生正面碰撞，兩個星球全毀，形成在火星和金星轨道之间的小行星带，然後再各自組合成地球和月球。
2016年1月29日，學術權威雜誌《科學》的文章指出，此撞擊是正面相撞，因為地球和月球上同時含有成分極為相似的物質，而且這些物質都是來自「特亞」。

## 月球形成假說
根據现代天文学，至少有五种月球起源的假说：
1. 分裂說：從原始的地球分裂出月球。
2. 捕獲說：地球吸引外來的星體形成月球（因为大多数行星的小卫星都是被捕获的）；
3. 共源說：地球和月球形成于同一個原行星盘吸积；
4. 碰撞說：与忒伊亚相撞而形成月球。
5. 月球空心說：月球其實是一種人造物，並且其中心是中空的。此假說源於阿波羅12號的一次月球艙砸向月球地表時，月面地震儀所偵測到長達一個小時的月震震波，若月球是實心的，撞擊時不可能有這麼久的震波響應。

根據阿波罗宇航员取回的月球岩石，因為其成分與地壳非常相似，因此，可能是從地球上抛射出去的。